# 望遠鏡座η
望遠鏡座η (η Tel / η Telescopii)是在望遠鏡座的一顆恆星。
望遠鏡座 η是一顆白色的A-型主序星，視星等 +5.03，與地球的距離大約是155光年，並且是繪架座β移動星群的成員之一。